# سيمون بيرتيلسون
سيمون بيرتيلسون (بالسويدية: Simon Bertilsson)‏ هو لاعب هوكي الجليد سويدي، ولد في 19 أبريل 1991 في كارلسكوغا في السويد.

## وصلات خارجية
- سيمون بيرتيلسون على موقع دوري الهوكي الوطني (الإنجليزية)
- سيمون بيرتيلسون على موقع EliteProspects.com (الإنجليزية)
- سيمون بيرتيلسون على موقع Eurohockey.com (الإنجليزية)
- سيمون بيرتيلسون على موقع HockeyDB.com (الإنجليزية)
- سيمون بيرتيلسون على موقع أوليمبيديا (الإنجليزية)
- سيمون بيرتيلسون على موقع اللجنة الأولمبية السويدية (السويدية)